# Ovesholm

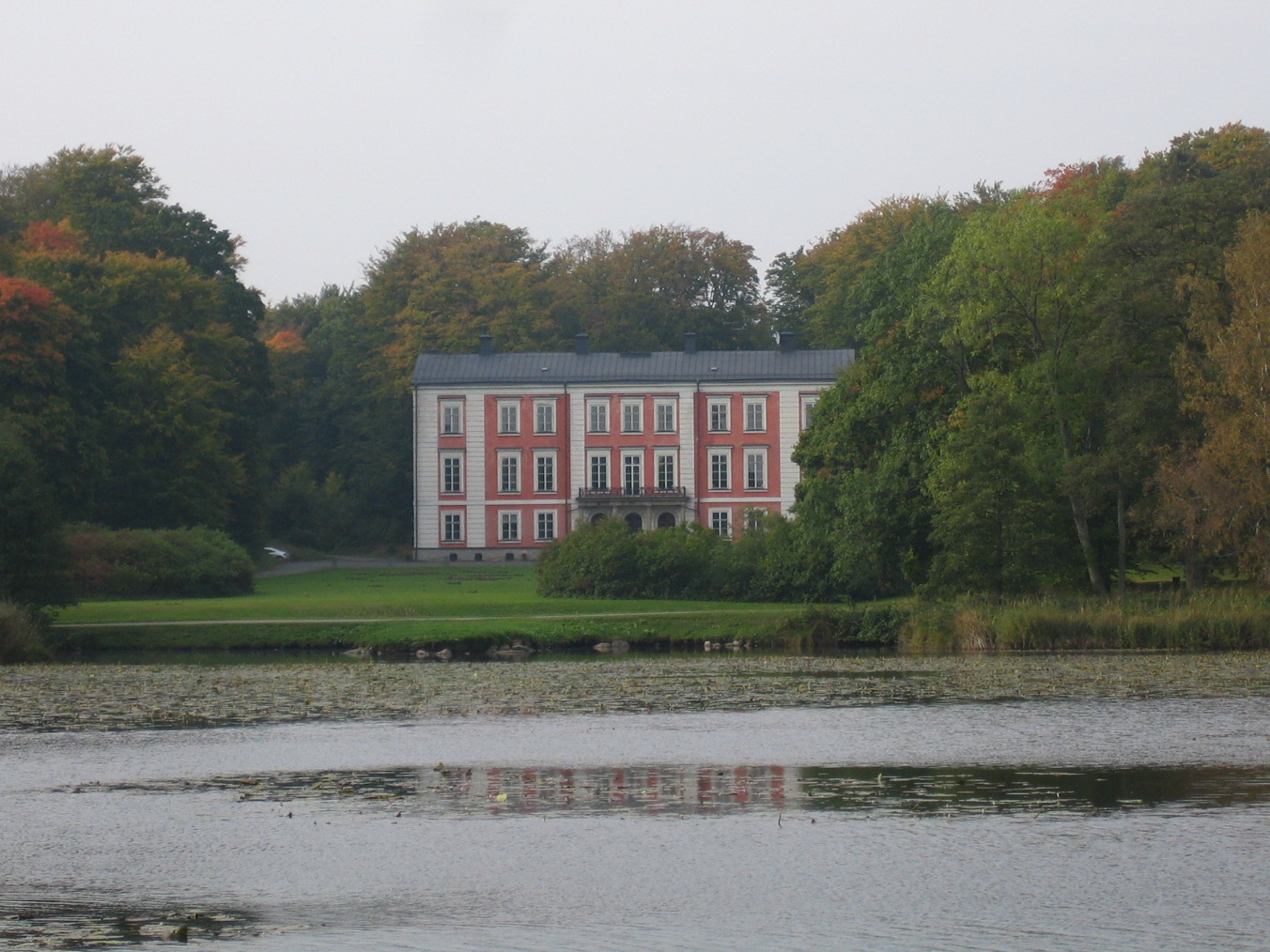
Schloss Ovesholm liegt zwei Kilometer westlich des Ortes

Ovesholm ist ein etwa neun Kilometer südwestlich des Zentrums gelegener Ortsteil von Kristianstad, Hauptort der gleichnamigen Gemeinde in der schwedischen Provinz Skåne län beziehungsweise der historischen Provinz Schonen.
Vor 2015 war Ovesholm ein eigenständiger Tätort mit zuletzt (2010) 299 Einwohnern. In Folge wuchs es mit dem südwestlichen Randgebiet von Kristianstad (Vä, Talldalen) faktisch zusammen.
Besonders bekannt ist der Ort für das Schloss Ovesholm, das zwei Kilometer westlich am See Ovesholmssjön liegt. Das in den 1980er-Jahren renovierte Anwesen ist von einem öffentlich zugänglichen Park umgeben.

## Söhne und Töchter des Ortes
- Mikael Nilsson (* 1978), schwedischer Fußballspieler